# Brachydesmus frondicola
Brachydesmus frondicola är en mångfotingart som beskrevs av Karl Wilhelm Verhoeff 1898. Brachydesmus frondicola ingår i släktet Brachydesmus och familjen plattdubbelfotingar. Inga underarter finns listade i Catalogue of Life.